# Azerbajdzsán a 2012. évi nyári olimpiai játékokon
Azerbajdzsán a nagy-britanniai Londonban megrendezett 2012. évi nyári olimpiai játékok egyik részt vevő nemzete volt. Az országot az olimpián 14 sportágban 54 sportoló képviselte, akik összesen 9 érmet szereztek.

## Érmesek
| Érem  | Versenyző             | Sportág   | Versenyszám              |
| ----- | --------------------- | --------- | ------------------------ |
| Arany | Toğrul Əsgərov        | Birkózás  | Férfi szabadfogás, 60 kg |
| Arany | Şərif Şərifov         | Birkózás  | Férfi szabadfogás, 84 kg |
| Ezüst | Rövşən Bayramov       | Birkózás  | Férfi kötöttfogás, 55 kg |
| Ezüst | Mariya Stadnik        | Birkózás  | Női szabadfogás, 48 kg   |
| Bronz | Emin Əhmədov          | Birkózás  | Férfi kötöttfogás, 74 kg |
| Bronz | Xetaq Qazyumov        | Birkózás  | Férfi szabadfogás, 96 kg |
| Bronz | Yuliya Ratkeviç       | Birkózás  | Női szabadfogás, 55 kg   |
| Bronz | Teymur Məmmədov       | Ökölvívás | Férfi nehézsúly          |
| Bronz | Məhəmmədrəsul Məcidov | Ökölvívás | Férfi szupernehézsúly    |

## Atlétika
Férfi
| Versenyző       | Versenyszám | Előfutam | Előfutam | Előfutam | Döntő    | Döntő    |
| Versenyző       | Versenyszám | Idő      | Hely.    | Össz.    | Idő      | Helyezés |
| --------------- | ----------- | -------- | -------- | -------- | -------- | -------- |
| Hayle İbrahimov | 5000 m      | 13:25,23 | 1.       | 12.      | 13:45,37 | 9.       |

| Versenyző     | Versenyszám   | Selejtező | Selejtező | Döntő    | Döntő    |
| Versenyző     | Versenyszám   | Eredmény  | Helyezés  | Eredmény | Helyezés |
| ------------- | ------------- | --------- | --------- | -------- | -------- |
| Dmitri Marşin | Kalapácsvetés | 72,85 m   | 20.       | kiesett  | kiesett  |

Női
| Versenyző         | Versenyszám | Előfutam | Előfutam | Előfutam | Döntő   | Döntő    |
| Versenyző         | Versenyszám | Idő      | Hely.    | Össz.    | Idő     | Helyezés |
| ----------------- | ----------- | -------- | -------- | -------- | ------- | -------- |
| Layeş Abdullayeva | 5000 m      | 15:45,69 | 17.      | 32.      | kiesett | kiesett  |

## Birkózás

### Férfi
Kötöttfogású
| Versenyző       | Versenyszám | Selejtező                           | Nyolcaddöntő                              | Negyeddöntő                               | Elődöntő                              | Vigaszág első kör | Vigaszág elődöntő                   | Bronz- mérkőzés                            | Döntő                          | Helyezés |
| Versenyző       | Versenyszám | Ellenfél Eredmény                   | Ellenfél Eredmény                         | Ellenfél Eredmény                         | Ellenfél Eredmény                     | Ellenfél Eredmény | Ellenfél Eredmény                   | Ellenfél Eredmény                          | Ellenfél Eredmény              | Helyezés |
| --------------- | ----------- | ----------------------------------- | ----------------------------------------- | ----------------------------------------- | ------------------------------------- | ----------------- | ----------------------------------- | ------------------------------------------ | ------------------------------ | -------- |
| Rövşən Bayramov | 55 kg       | Mingijan Szemjonov (RUS) · 1–0, 1–0 | Spenser Mango (USA) · 4–0, 4–0            | Li Shujin (CHN) · 3–0, 2–0                | Cshö Kjudzsin (KOR) · 1–0, 2–0        |                   |                                     |                                            | Hamid Sourian (IRI) · 0–2, 0–1 |          |
| Həsən Əliyev    | 60 kg       | erőnyerő                            | Stig André Berge (NOR) · 1–0, 0–1, 2–0    | Csong Dzsihjon (KOR) · 2–0, 1–0           | Revaz Lashkhi (GEO) · 1–0, 0–3, 0–1   |                   |                                     | Zaur Kuramagomedov (RUS) · 0–2, 0–3        |                                | 5.       |
| Emin Əhmədov    | 74 kg       | erőnyerő                            | Neven Žugaj (CRO) · 4–0, 1–0              | Zurabi Datunashvili (GEO) · 0–2, 3–0, 4–0 | Arszen Dzsulfalakjan (ARM) · 2–0, 3–0 |                   |                                     | Aljakszandr Kikinyov (BLR) · 0–2, 2–0, 2–0 |                                |          |
| Saman Tahmasebi | 84 kg       | erőnyerő                            | Vladimer Gegeshidze (GEO) · 0–2, 3–0, 0–1 | kiesett                                   | kiesett                               |                   |                                     |                                            |                                | 11.      |
| Şalva Qadabadze | 96 kg       | erőnyerő                            | Rusztam Totrov (RUS) · 3–0, 0–1, 0–2      |                                           |                                       |                   | Jimmy Lidberg (SWE) · 1–0, 0–1, 1–0 | kiesett                                    |                                | 10.      |

Szabadfogású
| Versenyző            | Versenyszám | Selejtező                          | Nyolcaddöntő                          | Negyeddöntő                             | Elődöntő                             | Vigaszág első kör | Vigaszág elődöntő                   | Bronz- mérkőzés                               | Döntő                           | Helyezés |
| Versenyző            | Versenyszám | Ellenfél Eredmény                  | Ellenfél Eredmény                     | Ellenfél Eredmény                       | Ellenfél Eredmény                    | Ellenfél Eredmény | Ellenfél Eredmény                   | Ellenfél Eredmény                             | Ellenfél Eredmény               | Helyezés |
| -------------------- | ----------- | ---------------------------------- | ------------------------------------- | --------------------------------------- | ------------------------------------ | ----------------- | ----------------------------------- | --------------------------------------------- | ------------------------------- | -------- |
| Toğrul Əsgərov       | 60 kg       | erőnyerő                           | Tim Schleicher (GER) · 2–0, 7–0       | Jumoto Kenicsi (JPN) · 1–0, 2–2         | Coleman Scott (USA) · 1–0, 4–0       |                   |                                     |                                               | Beszik Kuduhov (RUS) · 1–0, 5–0 |          |
| Cəbrayıl Həsənov     | 66 kg       | erőnyerő                           | Leonid Bazan (BUL) · 3–0, 3–1         | Ali Sabanav (BLR) · 2–2, 1–1, 2–0       | Jonemicu Tacuhiro (JPN) · 0–2, 0–1   |                   |                                     | Liván López (CUB) · 3–0, 0–2, 1–5 (kétvállas) |                                 | 5.       |
| Əşrəf Əliyev         | 74 kg       | Takatani Szószuke (JPN) · 1–0, 1–0 | Gyenyisz Cargus (RUS) · 1–0, 0–1, 0–1 | kiesett                                 | kiesett                              |                   |                                     |                                               |                                 | 9.       |
| Şərif Şərifov        | 84 kg       | erőnyerő                           | İbrahim Bölükbaşı (TUR) · 3–1, 5–3    | Jake Herbert (USA) · 4–1, 6–0           | Ehsan Lashgari (IRI) · 1–0, 0–2, 2–1 |                   |                                     |                                               | Jaime Espinal (PUR) · 6–1, 2–0  |          |
| Xetaq Qazyumov       | 96 kg       | erőnyerő                           | Ruszlan Sejhav (BLR) · 1–0, 1–0       | Valerij Andrijcev (UKR) · 1–0, 0–1, 1–4 |                                      |                   | Rusztam Iszkandari (TJK) · 3–1, 3–0 | Reza Yazdani (IRI) · mérkőzés nélkül          |                                 |          |
| Camaləddin Maqomedov | 120 kg      | Biljal Mahov (RUS) · 0–1, 0–4      | kiesett                               | kiesett                                 | kiesett                              |                   |                                     |                                               |                                 | 16.      |

### Női
Szabadfogású
| Versenyző       | Versenyszám | Selejtező         | Nyolcaddöntő                       | Negyeddöntő                      | Elődöntő                        | Vigaszág első kör | Vigaszág elődöntő                | Bronz- mérkőzés                     | Döntő                              | Helyezés |
| Versenyző       | Versenyszám | Ellenfél Eredmény | Ellenfél Eredmény                  | Ellenfél Eredmény                | Ellenfél Eredmény               | Ellenfél Eredmény | Ellenfél Eredmény                | Ellenfél Eredmény                   | Ellenfél Eredmény                  | Helyezés |
| --------------- | ----------- | ----------------- | ---------------------------------- | -------------------------------- | ------------------------------- | ----------------- | -------------------------------- | ----------------------------------- | ---------------------------------- | -------- |
| Mariya Stadnik  | 48 kg       | erőnyerő          | Clarissa Chun (USA) · 2–0, 3–0     | Iwona Matkowska (POL) · 2–0, 4–1 | Irina Merlenyi (UKR) · 1–0, 3–0 |                   |                                  |                                     | Hitomi Obara (JPN) · 4–0, 0–1, 0–2 |          |
| Yuliya Ratkeviç | 55 kg       | erőnyerő          | María Prevolaráki (GRE) · 2–0, 1–0 | Josida Szaori (JPN) · 0–1, 0–2   |                                 |                   | Kelsey Campbell (USA) · 0–4, 0–1 | Valerija Zsolobova (RUS) · 6–0, 2–1 |                                    |          |

## Cselgáncs
Férfi
| Versenyző      | Versenyszám  | Selejtező                                            | 32-es főtábla                            | Nyolcaddöntő                             | Negyeddöntő                         | Elődöntő          | Vigaszág elődöntő                      | Bronz- mérkőzés   | Döntő             | Helyezés |
| Versenyző      | Versenyszám  | Ellenfél Eredmény                                    | Ellenfél Eredmény                        | Ellenfél Eredmény                        | Ellenfél Eredmény                   | Ellenfél Eredmény | Ellenfél Eredmény                      | Ellenfél Eredmény | Ellenfél Eredmény | Helyezés |
| -------------- | ------------ | ---------------------------------------------------- | ---------------------------------------- | ---------------------------------------- | ----------------------------------- | ----------------- | -------------------------------------- | ----------------- | ----------------- | -------- |
| İlqar Muşkiyev | Légsúly      | erőnyerő                                             | Hovhannesz Davtjan (ARM) · 000(0)–010(1) | kiesett                                  | kiesett                             | kiesett           |                                        |                   |                   | 17.      |
| Tərlan Kərimov | Harmatsúly   | erőnyerő                                             | Musza Moguskov (RUS) · 002(1)–001(1)     | Ahmed Awad (EGY) · 002(0)–000(2)         | Sugoi Uriarte (ESP) · 000(1)–002(1) |                   | Paweł Zagrodnik (POL) · 000(0)–010(0)  | kiesett           |                   | 7.       |
| Rüstəm Orucov  | Könnyűsúly   | erőnyerő                                             | Gideon van Zyl (RSA) · 100(0)–010(1)     | Manszur Iszajev (RUS) · 000(0)–100(1)    | kiesett                             | kiesett           |                                        |                   |                   | 9.       |
| Elnur Məmmədli | Váltósúly    | Antoine Valois-Fortier (CAN) · 000(1)–000(1) (bírói) | kiesett                                  | kiesett                                  | kiesett                             | kiesett           |                                        |                   |                   | 33.      |
| Elxan Məmmədov | Középsúly    |                                                      | Christophe Lambert (GER) · 011(1)–000(1) | Szong Denam (KOR) · 000(0)–011(0)        | kiesett                             | kiesett           |                                        |                   |                   | 9.       |
| Elmar Qasımov  | Félnehézsúly |                                                      | Makszim Rakov (KAZ) · 001(1)–000(0)      | Levan Zhorzholiani (GEO) · 001(1)–000(2) | Hvang Hithe (KOR) · 000(2)–002(1)   |                   | Ramziddin Saidov (UZB) · 000(1)–100(0) | kiesett           |                   | 7.       |

Női
| Versenyző        | Versenyszám | Selejtező                                | Nyolcaddöntő                         | Negyeddöntő       | Elődöntő          | Vigaszág elődöntő | Bronz- mérkőzés   | Döntő             | Helyezés |
| Versenyző        | Versenyszám | Ellenfél Eredmény                        | Ellenfél Eredmény                    | Ellenfél Eredmény | Ellenfél Eredmény | Ellenfél Eredmény | Ellenfél Eredmény | Ellenfél Eredmény | Helyezés |
| ---------------- | ----------- | ---------------------------------------- | ------------------------------------ | ----------------- | ----------------- | ----------------- | ----------------- | ----------------- | -------- |
| Kifayət Qasımova | Könnyűsúly  | erőnyerő                                 | Macumoto Kaori (JPN) · 000(0)–010(0) | kiesett           | kiesett           |                   |                   |                   | 9.       |
| Ramilə Yusubova  | Váltósúly   | Gülnar Haýytbaýewa (TKM) · 011(1)–000(0) | Csong Daun (KOR) · 000(1)–100(0)     | kiesett           | kiesett           |                   |                   |                   | 9.       |

## Evezés
Férfi
| Versenyző             | Versenyszám  | Előfutam | Előfutam | Vigaszág | Vigaszág | Negyeddöntő | Negyeddöntő | Elődöntő | Elődöntő | Elődöntő | Döntő | Döntő   | Döntő | Helyezés |
| Versenyző             | Versenyszám  | Idő      | Hely.    | Idő      | Hely.    | Idő         | Hely.       | Típus    | Idő      | Hely.    | Típus | Idő     | Hely. | Helyezés |
| --------------------- | ------------ | -------- | -------- | -------- | -------- | ----------- | ----------- | -------- | -------- | -------- | ----- | ------- | ----- | -------- |
| Aleksandr Aleksandrov | Egypárevezős | 6:49,81  | 2.       |          |          | 6:56,36     | 3.          | A/B      | 7:20,80  | 3.       | A     | 7:09,42 | 5.    | 5.       |

Női
| Versenyző         | Versenyszám  | Előfutam | Előfutam | Vigaszág | Vigaszág | Negyeddöntő | Negyeddöntő | Elődöntő | Elődöntő | Elődöntő | Döntő | Döntő   | Döntő | Helyezés |
| Versenyző         | Versenyszám  | Idő      | Hely.    | Idő      | Hely.    | Idő         | Hely.       | Típus    | Idő      | Hely.    | Típus | Idő     | Hely. | Helyezés |
| ----------------- | ------------ | -------- | -------- | -------- | -------- | ----------- | ----------- | -------- | -------- | -------- | ----- | ------- | ----- | -------- |
| Nataliya Lialchuk | Egypárevezős | 7:46,01  | 2.       |          |          | 8:00,26     | 3.          | A/B      | 8:06,83  | 6.       | B     | 8:23,64 | 6.    | 12.      |

## Kajak-kenu

### Síkvízi
Férfi
| Versenyző                         | Versenyszám        | Előfutam | Előfutam | Előfutam | Elődöntő | Elődöntő | Elődöntő | Döntő   | Döntő    | Döntő    | Helyezés |
| Versenyző                         | Versenyszám        | Idő      | Hely.    | Össz.    | Idő      | Hely.    | Össz.    | Típus   | Idő      | Helyezés | Helyezés |
| --------------------------------- | ------------------ | -------- | -------- | -------- | -------- | -------- | -------- | ------- | -------- | -------- | -------- |
| Valentin Demyanenko               | Kenu egyes 200 m   | 44,194   | 7.       | 18.      | kiesett  | kiesett  | kiesett  | kiesett | kiesett  | kiesett  | 25.      |
| Serhiy Bezuhliy Maksym Prokopenko | Kenu kettes 1000 m | 3:38,042 | 1.       | 3.       |          |          |          | A       | 3:37,219 | 4.       | 4.       |

## Kerékpározás

### Országúti kerékpározás
Női
| Versenyző      | Versenyszám     | Idő                 | Helyezés      |
| -------------- | --------------- | ------------------- | ------------- |
| Yelena Chalykh | Mezőnyverseny   | nem ért célba       | nem ért célba |
| Yelena Chalykh | Egyéni időfutam | 41:47,06 (+4:12,24) | 20.           |

## Lovaglás
Díjugratás
| Versenyző     | Ló      | Versenyszám | Selejtező | Selejtező | Selejtező | Selejtező | Selejtező | Selejtező | Selejtező | Selejtező | Döntő   | Döntő   | Döntő   | Végeredmény | Végeredmény |
| Versenyző     | Ló      | Versenyszám | 1. kör    | 1. kör    | 2. kör    | 2. kör    | 2. kör    | 3. kör    | 3. kör    | 3. kör    | 1. kör  | 1. kör  | 2. kör  | Végeredmény | Végeredmény |
| Versenyző     | Ló      | Versenyszám | Bünt.     | Hely.     | Bünt.     | Össz.     | Hely.     | Bünt.     | Össz.     | Hely.     | Bünt.   | Hely.   | Bünt.   | Bünt.       | Helyezés    |
| ------------- | ------- | ----------- | --------- | --------- | --------- | --------- | --------- | --------- | --------- | --------- | ------- | ------- | ------- | ----------- | ----------- |
| Camal Rəhimov | Warrior | Egyéni      | 5         | 53.       | 13        | 18        | 60.       | kiesett   | kiesett   | kiesett   | kiesett | kiesett | kiesett | kiesett     | kiesett     |

## Ökölvívás
Férfi
| Versenyző             | Versenyszám     | Selejtező                           | Nyolcaddöntő                     | Negyeddöntő                      | Elődöntő                         | Döntő             | Helyezés |
| Versenyző             | Versenyszám     | Ellenfél Eredmény                   | Ellenfél Eredmény                | Ellenfél Eredmény                | Ellenfél Eredmény                | Ellenfél Eredmény | Helyezés |
| --------------------- | --------------- | ----------------------------------- | -------------------------------- | -------------------------------- | -------------------------------- | ----------------- | -------- |
| Elvin Məmişzadə       | Légsúly         | Njambajarin Tögszcogt (MGL) · 11–18 | kiesett                          | kiesett                          | kiesett                          | kiesett           | 17.      |
| Məhəmməd Əbdülhəmidov | Harmatsúly      | erőnyerő                            | Simizu Szatosi (JPN) · RSC1      | kiesett                          | kiesett                          | kiesett           | 9.       |
| Heybətilla Hacəliyev  | Kisváltósúly    | Abderrazak Houya (TUN) · 16–19      | kiesett                          | kiesett                          | kiesett                          | kiesett           | 17.      |
| Soltan Migitinov      | Középsúly       | Mohamed Hikal (EGY) · 20–12         | Esquiva Florentino (BRA) · 11–24 | kiesett                          | kiesett                          | kiesett           | 9.       |
| Vətən Hüseynli        | Félnehézsúly    | Carlos Góngora (ECU) · 8–9          | kiesett                          | kiesett                          | kiesett                          | kiesett           | 17.      |
| Teymur Məmmədov       | Nehézsúly       | erőnyerő                            | Jai Opetaia (AUS) · 12–11        | Szjarhej Karnyejev (BLR) · 19–19 | Clemente Russo (ITA) · 13–15     | kiesett           |          |
| Məhəmmədrəsul Məcidov | Szupernehézsúly | erőnyerő                            | Meji Mwamba (COD) · RSC          | Magomed Omarov (RUS) · 17–14     | Roberto Cammarelle (ITA) · 12–13 | kiesett           |          |

Női
| Versenyző         | Versenyszám | Selejtező                 | Negyeddöntő       | Elődöntő          | Döntő             | Helyezés |
| Versenyző         | Versenyszám | Ellenfél Eredmény         | Ellenfél Eredmény | Ellenfél Eredmény | Ellenfél Eredmény | Helyezés |
| ----------------- | ----------- | ------------------------- | ----------------- | ----------------- | ----------------- | -------- |
| Yelena Vıstropova | Középsúly   | Edith Ogoke (NGR) · 12–14 | kiesett           | kiesett           | kiesett           | 9.       |

RSC - a játékvezető megállította a mérkőzést
Jegyzet

1. Eredetileg az azeri ökölvívó pontozással nyert, azonban a japán versenyző a mérkőzést követően fellebbezett, mert a japán hat alkalommal küldte padlóra az azeri bokszolót, a türkmén mérkőzésvezető azonban egyszer sem számolt rá. A mérkőzés eredményét utólag megsemmisítették, és a japán versenyző jutott tovább.

## Sportlövészet
Női
| Versenyző     | Versenyszám   | Selejtező | Selejtező | Döntő   | Döntő    |
| Versenyző     | Versenyszám   | Pont      | Helyezés  | Pont    | Helyezés |
| ------------- | ------------- | --------- | --------- | ------- | -------- |
| İradə Aşumova | Légpisztoly   | 372       | 39.       | kiesett | kiesett  |
| İradə Aşumova | Sportpisztoly | 578       | 23.       | kiesett | kiesett  |

## Súlyemelés
Férfi
| Versenyző        | Versenyszám | Szakítás                 | Szakítás                 | Lökés    | Lökés    | Összesen | Helyezés |
| Versenyző        | Versenyszám | Eredmény                 | Helyezés                 | Eredmény | Helyezés | Összesen | Helyezés |
| ---------------- | ----------- | ------------------------ | ------------------------ | -------- | -------- | -------- | -------- |
| Valentin Xristov | 56 kg       | 127                      |                          | 159      |          | 286      | kizárva  |
| Sərdar Həsənov   | 69 kg       | 145                      | 5.                       | 176      | 8.       | 321      | 8.       |
| Əfqan Bayramov   | 69 kg       | érvényes kísérlet nélkül | érvényes kísérlet nélkül | kiesett  | kiesett  | kiesett  | kiesett  |
| İntiqam Zairov   | 94 kg       | 182                      | 3.                       | 215      | 7.       | 397      | 6.       |
| Boyanka Kostova  | 58 kg       | 105                      | 3.                       | 128      | 3.       | 233      | 5.       |

A súlyemelés férfi 56 kg-ban az eredetileg harmadik Valentin Xristov dopping mintájának utólagos ellenőrzése során tiltott szer használatát mutatták ki. Ezért a NOB 2019-ben megfosztotta bronzérmétől.

## Taekwondo
Férfi
| Versenyző    | Versenyszám | Nyolcaddöntő             | Negyeddöntő                 | Elődöntő          | Vigaszág elődöntő | Bronz- mérkőzés   | Döntő             | Helyezés |
| Versenyző    | Versenyszám | Ellenfél Eredmény        | Ellenfél Eredmény           | Ellenfél Eredmény | Ellenfél Eredmény | Ellenfél Eredmény | Ellenfél Eredmény | Helyezés |
| ------------ | ----------- | ------------------------ | --------------------------- | ----------------- | ----------------- | ----------------- | ----------------- | -------- |
| Ramin Əzizov | Váltósúly   | Steven López (USA) · 3–2 | Mauro Sarmiento (ITA) · 1–2 | kiesett           |                   |                   |                   | 9.       |

Női
| Versenyző      | Versenyszám | Nyolcaddöntő                | Negyeddöntő       | Elődöntő          | Vigaszág elődöntő | Bronz- mérkőzés   | Döntő             | Helyezés |
| Versenyző      | Versenyszám | Ellenfél Eredmény           | Ellenfél Eredmény | Ellenfél Eredmény | Ellenfél Eredmény | Ellenfél Eredmény | Ellenfél Eredmény | Helyezés |
| -------------- | ----------- | --------------------------- | ----------------- | ----------------- | ----------------- | ----------------- | ----------------- | -------- |
| Fəridə Əzizova | Váltósúly   | Karine Sergerie (CAN) · 0–1 | kiesett           | kiesett           |                   |                   |                   | 11.      |

## Torna
Férfi
| Versenyző       | Versenyszám      | Selejtező | Selejtező | Döntő    | Döntő    |
| Versenyző       | Versenyszám      | Pontszám  | Helyezés  | Pontszám | Helyezés |
| --------------- | ---------------- | --------- | --------- | -------- | -------- |
| Şakir Şıxəliyev | Talaj            | 14,600    | 33.       | kiesett  | kiesett  |
| Şakir Şıxəliyev | Ugrás            | 15,433    |           | kiesett  | kiesett  |
| Şakir Şıxəliyev | Korlát           | 13,666    | 59.       | kiesett  | kiesett  |
| Şakir Şıxəliyev | Nyújtó           | 10,633    | 69.       | kiesett  | kiesett  |
| Şakir Şıxəliyev | Gyűrű            | 13,166    | 65.       | kiesett  | kiesett  |
| Şakir Şıxəliyev | Lólengés         | 12,866    | 53.       | kiesett  | kiesett  |
| Şakir Şıxəliyev | Egyéni összetett | 80,364    | 40.       | kiesett  | kiesett  |

### Ritmikus gimnasztika
| Versenyző      | Versenyszám | Selejtező | Selejtező | Selejtező | Selejtező | Selejtező | Selejtező | Selejtező | Selejtező | Selejtező | Selejtező | Döntő  | Döntő  | Döntő  | Döntő | Döntő    | Döntő    | Döntő  | Döntő  | Döntő    | Döntő    | Helyezés |
| Versenyző      | Versenyszám | Karika    | Karika    | Labda     | Labda     | Buzogány  | Buzogány  | Szalag    | Szalag    | Összesen  | Összesen  | Karika | Karika | Labda  | Labda | Buzogány | Buzogány | Szalag | Szalag | Összesen | Összesen | Helyezés |
| Versenyző      | Versenyszám | Pont      | Hely.     | Pont      | Hely.     | Pont      | Hely.     | Pont      | Hely.     | Pont      | Hely.     | Pont   | Hely.  | Pont   | Hely. | Pont     | Hely.    | Pont   | Hely.  | Pont     | Hely.    | Helyezés |
| -------------- | ----------- | --------- | --------- | --------- | --------- | --------- | --------- | --------- | --------- | --------- | --------- | ------ | ------ | ------ | ----- | -------- | -------- | ------ | ------ | -------- | -------- | -------- |
| Aliyə Qarayeva | Egyéni      | 27,450    | 7.        | 28,350    | 4.        | 27,850    | 2.        | 28,200    | 3.        | 111,850   | 3.        | 27,925 | 6.     | 27,825 | 5.    | 27,575   | 4.       | 28,250 | 4.     | 111,575  | 4.       | 4.       |

## Úszás
Férfi
| Versenyző      | Versenyszám    | Előfutam | Előfutam | Előfutam | Elődöntő | Elődöntő | Elődöntő | Döntő   | Döntő    |
| Versenyző      | Versenyszám    | Idő      | Hely.    | Össz.    | Idő      | Hely.    | Össz.    | Idő     | Helyezés |
| -------------- | -------------- | -------- | -------- | -------- | -------- | -------- | -------- | ------- | -------- |
| Yevgeni Lazuka | 100 m pillangó | 53,86    | 6.       | 38.      | kiesett  | kiesett  | kiesett  | kiesett | kiesett  |

Női
| Versenyző          | Versenyszám | Előfutam | Előfutam | Előfutam | Elődöntő | Elődöntő | Elődöntő | Döntő   | Döntő    |
| Versenyző          | Versenyszám | Idő      | Hely.    | Össz.    | Idő      | Hely.    | Össz.    | Idő     | Helyezés |
| ------------------ | ----------- | -------- | -------- | -------- | -------- | -------- | -------- | ------- | -------- |
| Oksana Hətəmxanova | 100 m mell  | 1:25,52  | 4.       | 44.      | kiesett  | kiesett  | kiesett  | kiesett | kiesett  |

## Vívás
Női
| Versenyző     | Versenyszám  | Selejtező         | 32-es főtábla                   | Nyolcaddöntő              | Negyeddöntő       | Elődöntő          | Bronz- mérkőzés   | Döntő             | Helyezés |
| Versenyző     | Versenyszám  | Ellenfél Eredmény | Ellenfél Eredmény               | Ellenfél Eredmény         | Ellenfél Eredmény | Ellenfél Eredmény | Ellenfél Eredmény | Ellenfél Eredmény | Helyezés |
| ------------- | ------------ | ----------------- | ------------------------------- | ------------------------- | ----------------- | ----------------- | ----------------- | ----------------- | -------- |
| Səbinə Mikina | Kard, egyéni |                   | Bujdosó Alexandra (GER) · 16–13 | Olha Harlan (UKR) · 10–15 | kiesett           | kiesett           | kiesett           | kiesett           | 14.      |